# Torsten Günther

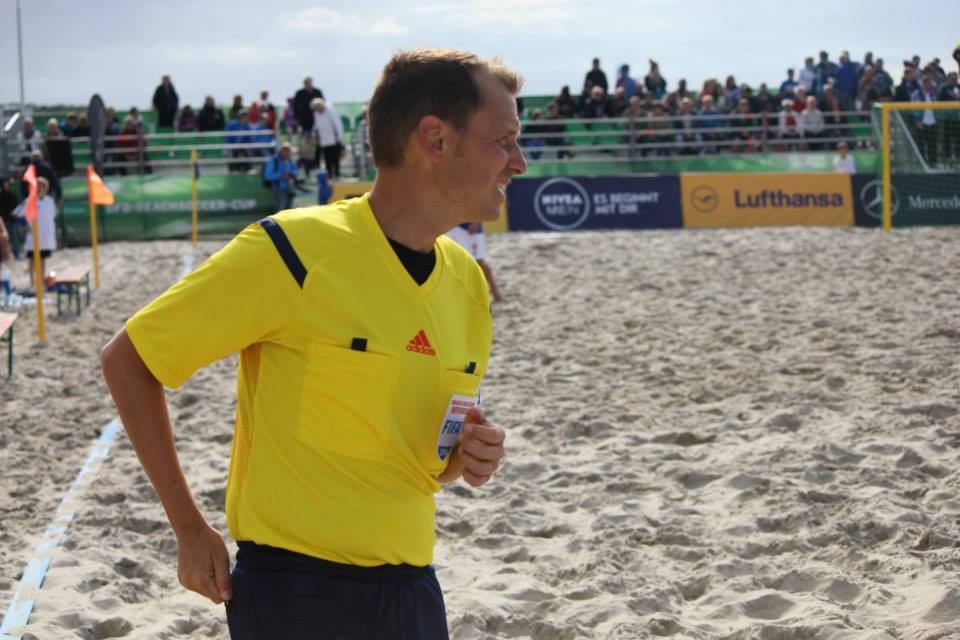
Torsten Günther beim DFB Beach Soccer Cup 2014 in Warnemünde

Torsten Günther (* 2. September 1976 in Burscheid) ist ein deutscher Fußball-, Futsal- und Beachsoccer-Schiedsrichter. Er pfeift für den Verein SV Bergisch Gladbach 09 im Fußball-Verband Mittelrhein.

## Leben
Günther ist Diplom-Betriebswirt (FH) und Wirtschaftsjurist, verheiratet und lebt in Odenthal.

## Sportliche Laufbahn
Torsten Günther ist seit 1993 Schiedsrichter. Von 2002 bis 2007 leitete er 49 Spiele in der Amateuroberliga. Mit der 50. Partie, TSG Sprockhövel gegen Arminia Bielefeld Amateure, beendete er 2010 seine aktive Karriere im Feld. Von 2003 bis 2006 war er als Assistent in der Junioren-Bundesliga aktiv. Er war einer der ersten Schiedsrichter der DFB-Futsal-Schiedsrichterliste, auf der er in der Zeit von 2006 bis 2011 gelistet war. In der Zeit begann auch sein Engagement im Beachsoccer. So war er 2011 und 2012 als Schiedsrichter beim Event der Euro-Beachsoccer-League in Berlin im Einsatz. Seit 2014 steht er auf der FIFA-Schiedsrichterliste für Beachsoccer-Schiedsrichter. Mit Ablauf des Jahres 2021 erreichte er die vom DFB gelebte Altersgrenze für FIFA-Schiedsrichter und beendete mit dem Finale bei den North American Sand Soccer Championships NASSC im Juni 2022 seine internationale Laufbahn. Seitdem wird er als Beobachter auf nationaler Ebene eingesetzt.

## Nationale Einsätze Beach Soccer
- DFB Beach Soccer Cup: 2013, 2014
- DFB Beach Soccer Super Cup: 2013 - Rostocker Robben vs BST Chemnitz (Berlin)
- Deutsche Beach Soccer Meisterschaft: 2015, 2016, 2017, 2018, 2019 und 2021

## Internationale Einsätze Beach Soccer
- Euro Winners Cup 2014 (Catania, ITA)
- Euro Beach Soccer League 2014
  - Sopot, POL
  - Superfinal und Promotionfional (Torredembarra, ESP)
- Euro Winners Cup 2015 (Catania, ITA)
- Euro Winners Cup 2016 (Catania, ITA)
- Euro Beach Soccer Cup 2016 (Belgrad, SER)
- Polish Superfinal and Promotionfinal 2016 (Gdynia, POL)
- FIFA Beach Soccer World Cup 2017 European Qualifier (Jesolo, ITA)
- Euro Winners Cup 2017 (Nazare, POR)
- U21 - Talents Tournament - Final: Ungarn vs Frankreich (Siofok, HUN)
- Euro Beach Soccer Cup Women - Final: Schweiz vs England (Nazare, POR)
- Euro Beach Soccer League 2017
  - Nazare, POR
  - Warnemünde, GER
  - Superfinal und Promotionfinal (Terracina, ITA)
- US Beach Soccer PRO Championship 2018 - Final: Go BS San Diego vs NorthCal San Francisco (Oceanside, CA, USA)
- Euro Beach Soccer League 2018
  - Nazare, POR
  - Warnemünde, GER
  - Superfinal und Promotionfinal (Alghero, ITA)
- ANOC World Beach Games European Qualifier (Salou, ESP)
- North American Sand Soccer Championships NASSC 2019 - Final: The U BSC Florida vs Great Lakes BSC Michigan (Virginia Beach, VA, USA)
- FIFA Beach Soccer World Cup 2019 European Qualifier (Moskau, RUS)
- Mundialito 2019 (Nazare, POR)
- Euro Beach Soccer League Superfinal und Promotionfinal (Figueira da Foz, POR)
- World Winners Cup (Alanya, TUR)
- Hungarian Beach Soccer Cup 2020 (Budapest, HUN)
- Euro Winners Cup 2020 - Final: SC Braga vs Kristall Sankt Petersburg (Nazare, POR)[3]
- Euro Beach Soccer League 2021
  - Nazare, POR
  - Superfinal und Promotionfinal - Promotionfinal: Türkei vs Estland (Figueira da Foz, POR)
- FIFA Beach Soccer Worldcup 2021 European Qualifier (Nazare, POR)
- England National League Beach Soccer Final 2021 - Final: Isle of Wight Beach Soccer vs Eastleigh Spitfire (London, GB)
- Mundialito de Clubes (Vereinsweltmeisterschaft) - Final: Lokomotive Moskau vs SC Braga (Moskau, RUS)
- North American Sand Soccer Championships NASSC 2022 - Final: HRSC Elite vs Tacoma Stars (Virginia Beach, VA, USA)